# Viva La Bam
Viva La Bam er et TV realityshow på MTV, som fokuserer på Bam Margera og hans venner der laver practical jokes på hinanden, men mest på hans forældre Phil og April, for ikke at glemme hans onkel Vincent Margera ("Don Vito"). Det er en opfølger til de populære serier Jackass som også bliver vist på MTV.
Showet som mest er filmet i West Chester, Pennsylvania debuterede den 26. oktober 2003 på MTV netværket i Amerika og er siden blevet set af fans verden over.
Hver sæson består af 8 halv-timers episoder. Den 5. og sidste sæson af serierne sluttede den 14. august 2005.